# 圓山遺址
25°04′28″N 121°31′17″E / 25.074458°N 121.521299°E
圓山遺址位於台灣台北市中山區圓山西邊（台北盆地西邊）緩坡，面積約有2.7公頃，為全台灣最珍貴的史前遺址之一，也是罕見的多文化層遺址，也稱圓山貝塚。依照國際通行辦法，從圓山遺址發現的新石器時代人類活動紀錄統稱圓山文化，也稱貝塚文化，該文化存在時間則約在西元前3300年至西元前2500年。

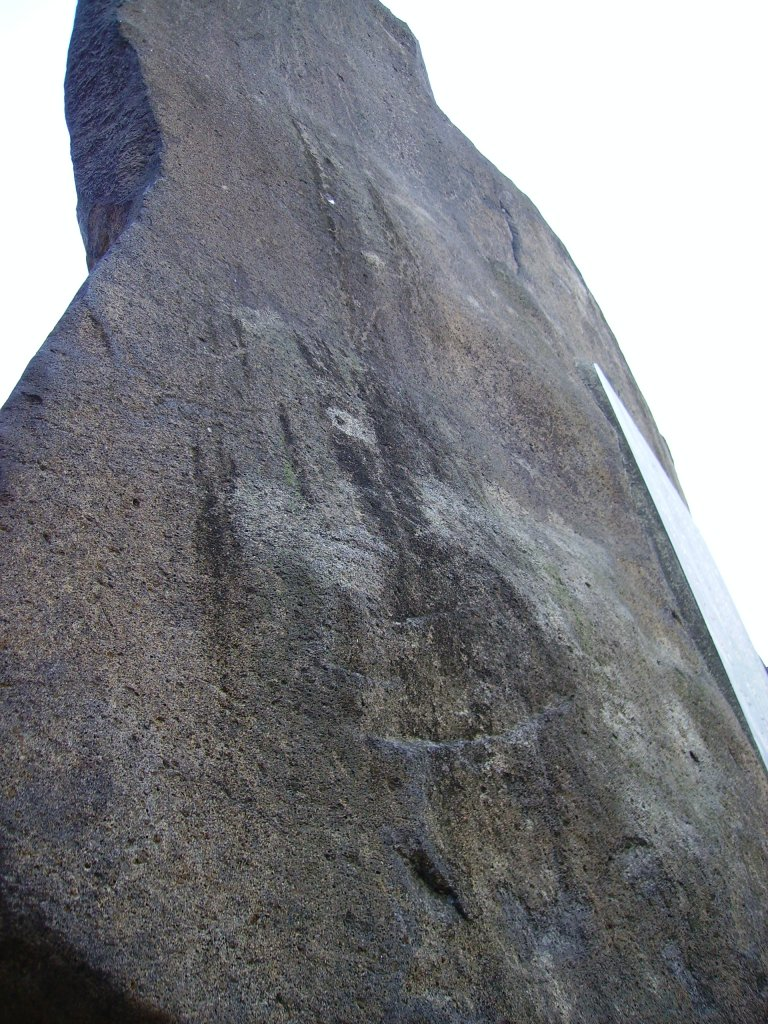
2,800年前的人造砥石，約兩個人高

經1897年、1953年陸續出現的考古證據顯示，該遺址主要有兩個文化層，上層為圓山文化，下層則為粗繩紋陶文化，1990年代之後，該遺址更辨認出大坌坑文化、植物園文化、十三行文化等不同時期的史前文化內涵。

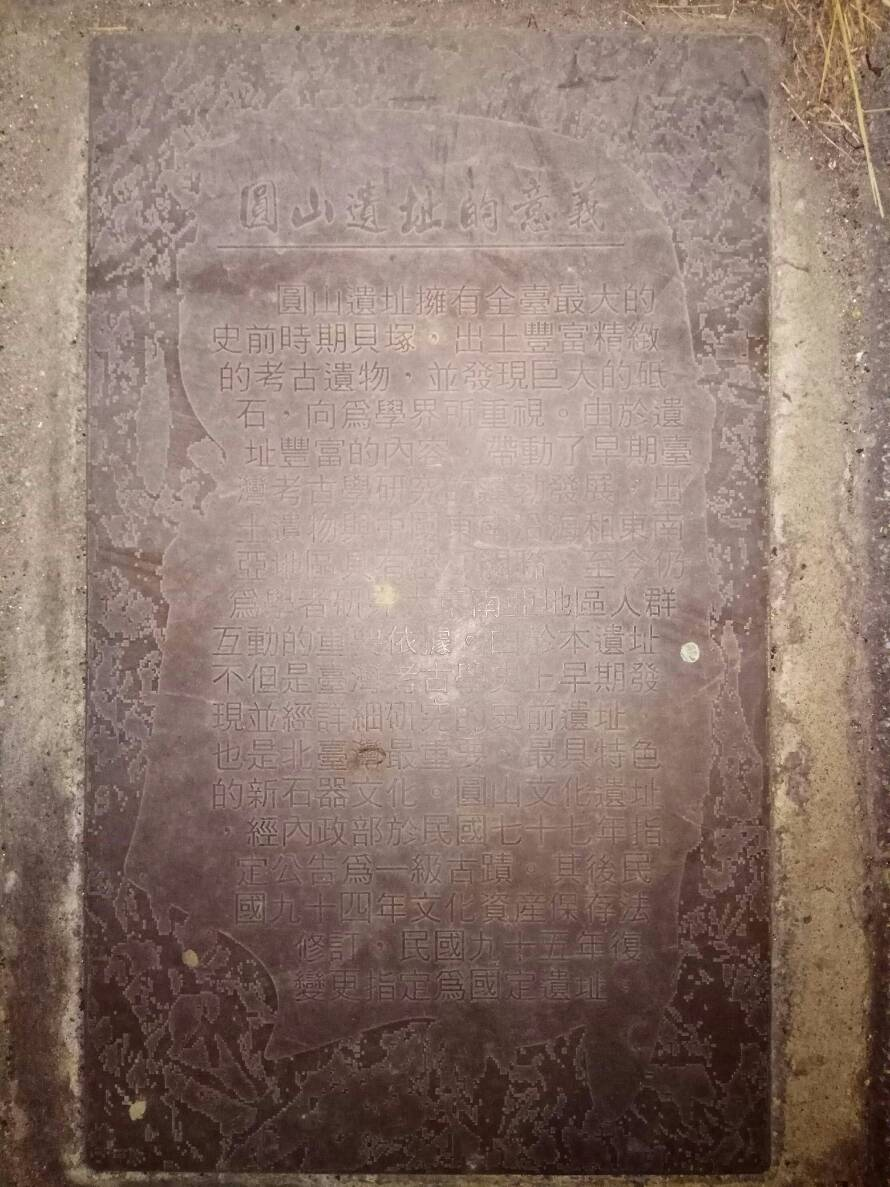
圓山遺址的意義（碑文）

1988年4月25日，中華民國內政部宣告圓山遺址為國家第一級古蹟，並積極規劃圓山史蹟公園。2006年5月1日行政院文化建設委員會重新指定圓山遺址為國定遺址。

## 遺址發掘過程

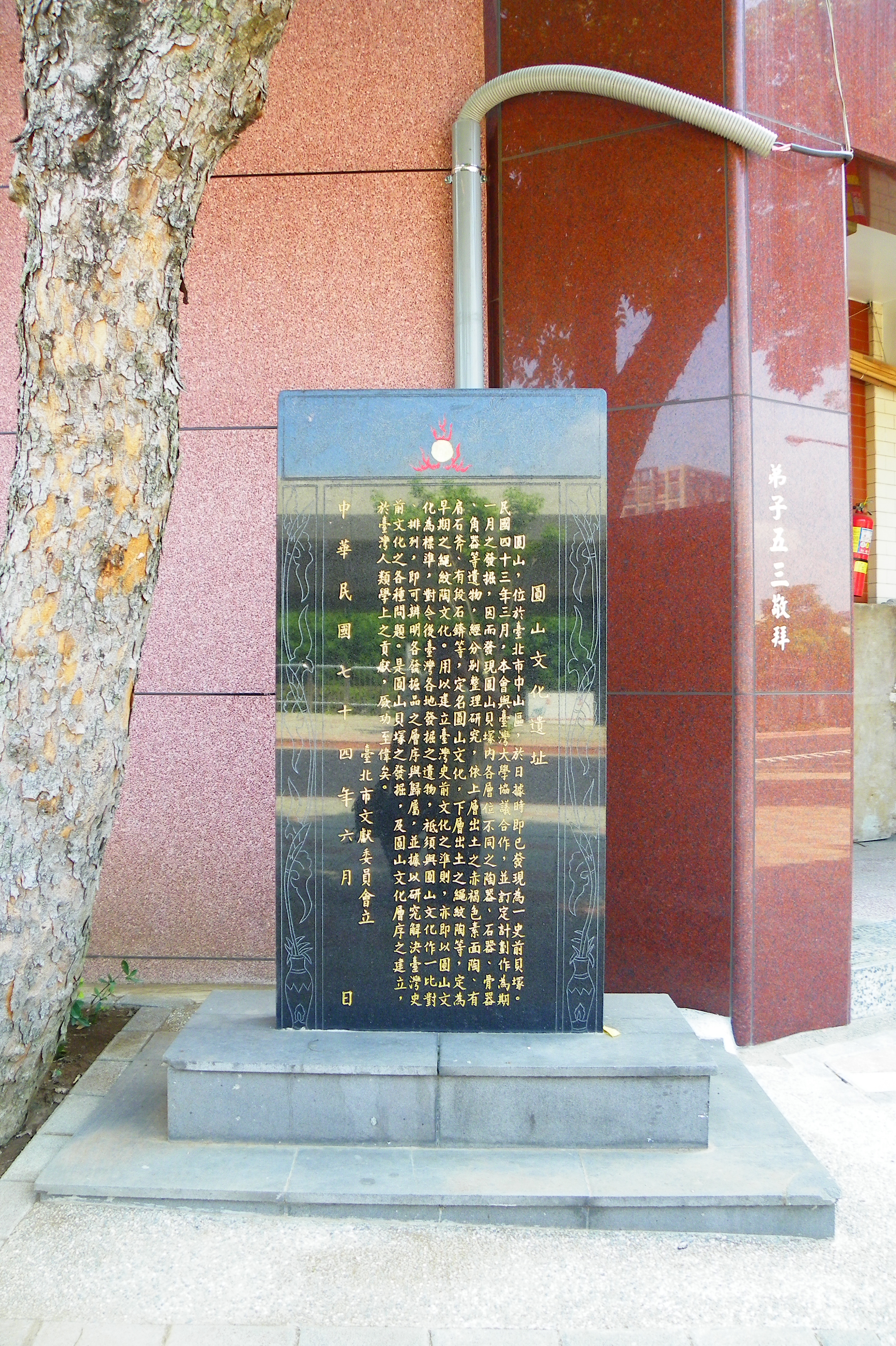
圓山遺址碑

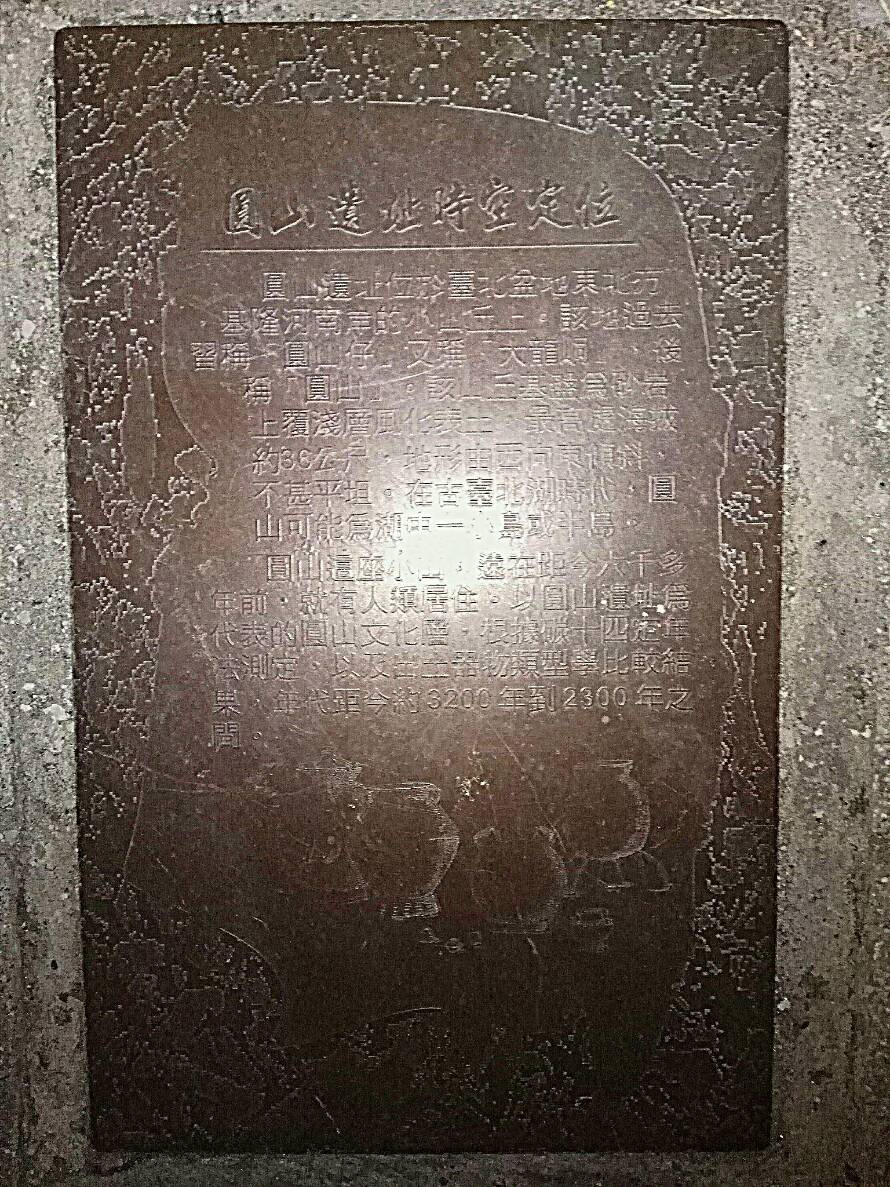
圓山遺址時空定位

圓山，古名圓山仔（今臺語尚沿用）。位於臺灣臺北市大龍峒與西新庄子間，為基隆河南岸的獨立小山丘，標高約36公尺，面積則約有數公頃。史前時代，台北為一鹹淡水交接的大湖泊時，圓山即為一小島嶼。自1896年至1999年多次考古發掘後，發現圓山遺址為台灣罕見的多文化層遺址。該遺址至少包含了漢人文化、十三行文化、植物園文化、圓山文化、細繩紋陶文化、大坌坑文化和先陶文化。依照國際通行的辦法，以最接近遺址的現代村落為該遺址命名的原則，因此將其遺址命名為「圓山遺址」。又將最先發現的遺址名稱為該文化命名的原則，將其首先發現的史前人類活動紀錄命名為「圓山文化」。
圓山遺址的發掘過程如下：

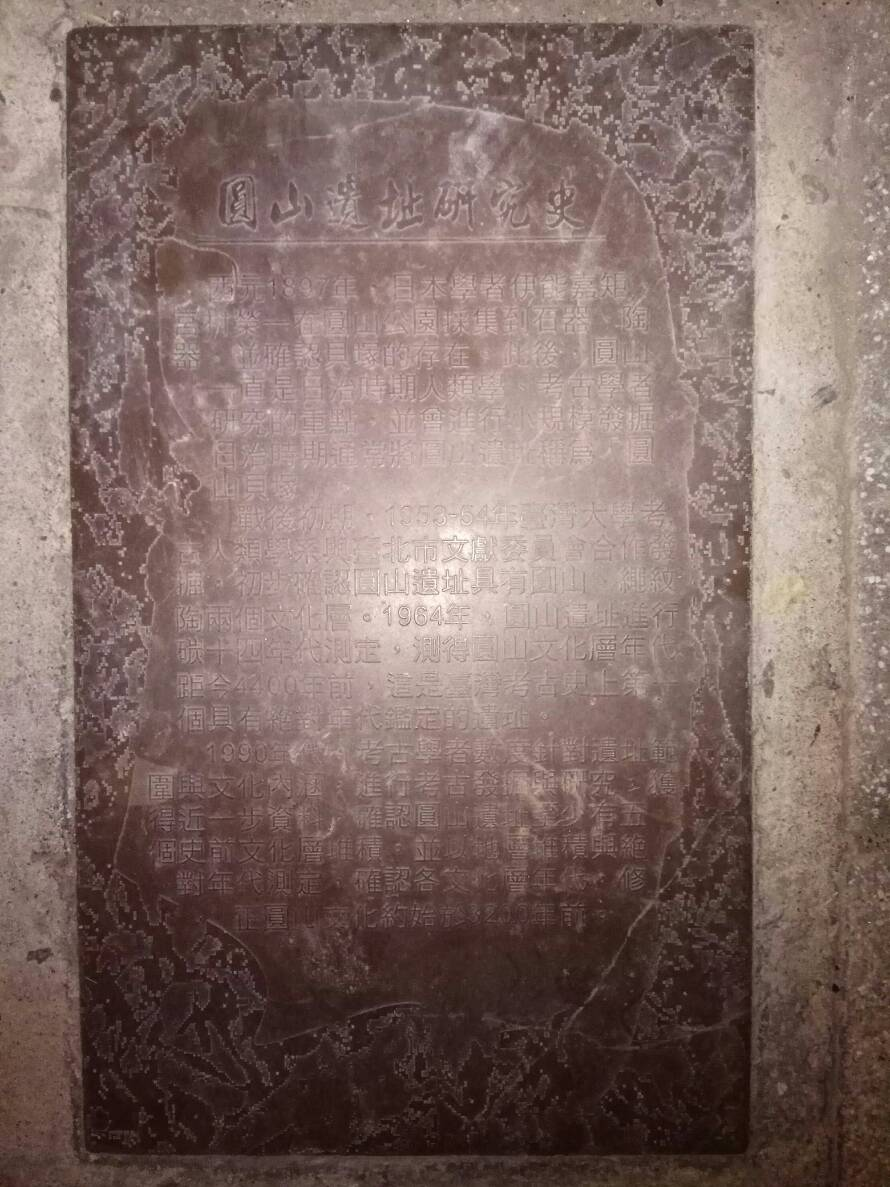
圓山遺址研究史

- 1896年：台灣日治時期開始第二年，受台灣總督府之託，東京帝國大學派出動物學、植物學、地質學及人類學四門學科專家到台灣展開綜合調查。
- 1897年：伊能嘉矩與宮村榮一於台北圓山的西麓發現無數貝殼。該數量頗鉅的貝殼殘骸，據兩學者推斷應為史前時代人類食用貝類後所遺留，故稱「圓山貝塚」。之後兩學者還陸續於當地發現石、玉、陶、骨角器及墓葬等物，並確認台北仍為大湖的史前時代，圓山為有人類居住的小島。
- 1918年：臨濟護國禪寺因擴大學寮，鏟削圓山西側大片斜坡，意外出土一只巨大，約兩個人高的人造砥石。經考證，為史前人類用來磨石器的用具。
- 1923年：台灣總督府醫學專門學校教授宮原敦自資為砥石建造乙座保護亭，並買下部分土地，並將兩者捐贈台北市以為永久保管。
- 1935年：台灣總督府指定其中的大砥石與圓山貝塚為「史蹟」。
- 1928年至1945年：臺北帝國大學成立「土俗人種學講座」，於圓山進行台灣首次進行有組織及規模的考古挖掘。
- 1953年-1954年：臺大考古學教授石璋如率領考古學系師生於圓山西北山麓進行系統發掘，經過兩次挖掘，確定遺址具有繩紋陶與圓山兩個文化層
- 1964年：台灣大學考古人類學系與美國耶魯大學合作，由張光直主持，圓山遺跡連同大坌坑遺跡進行碳-14測試。
- 1986年-1987年：臺灣大學人類學系教授連照美及黃士強分別發掘更多原始文化層文物及貝塚多處。
- 1987年：圓山遺址附近興建圓山兒童育樂中心，並後來於該中心的昨日世界區域設置圓山史蹟展示館。
- 1988年：中華民國內政部將圓山遺址指定為國家第一級古蹟。
- 1991年：台北市於整建中山橋時，於圓山附近挖出許多遺物，經辨認，應屬於先陶文化、植物園文化與十三行文化遺跡。
- 1995年：台灣大學建築與城鄉研究所規劃設計圓山遺址為圓山史蹟公園，面積約2.7公頃。
- 1999年：確認先前發現的繩紋陶文化為大坌坑文化與訊塘埔文化。

## 圓山文化
圓山遺址出土的考古學史前文化由晚至早包含十三行文化、植物園文化、圓山文化、細繩紋陶文化和大坌坑文化，文化層的分布為「垂直性重疊」，也就是於同一地點，依挖掘深度而可發現不同文化層遺留。
圓山文化的年代大約是距今3,200年至距今2,300年前（碳十四定年測定），這是繼台灣大坌坑文化及細繩紋陶文化之後，於台北盆地北側的發展的史前文化。圓山文化的遺留分布於現今圓山、芝山岩、關渡、八里區大坌坑、五股區慈法宮、中和區等地。大致區域為淡水河兩岸及新店溪下游的河岸階地，並可能沿著基隆河河谷分佈到基隆港口附近的海岸平原。根據1964年開始的陸續碳十四測試，該文化年代可能存在時間約在距今3,000年至距今2,000年，時間持續1,000年左右。圓山文化因地形等因素，文化相貌改變很少。

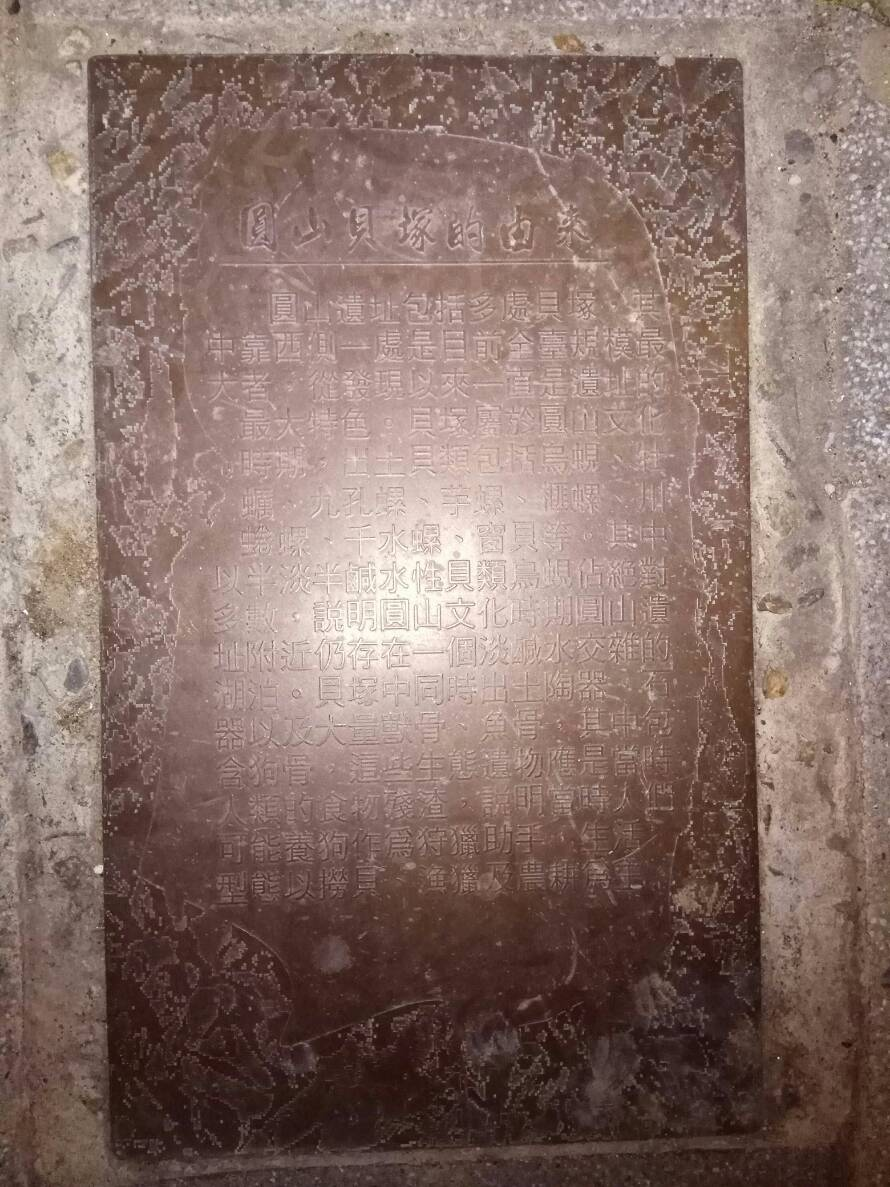
圓山貝塚的由來

貝塚為該遺址或圓山文化的最大特色，保存大量食用後的貝殼、獸骨、魚骨及各類陶、石、骨角器，其中已被鑑定的貝殼種類包括田螺（Viviparus sp.）、網蜷（擬黑螺屬，Melanoides sp.）、牡蠣（Ostrea sp.）、鐘螺（Trochus sp.）和織紋螺（Nassarius sp.）等，這些種類多半屬於半淡半鹹水性的貝類，可驗證圓山時期臺北湖為一鹹淡水交雜湖泊。又依貝塚所保存下來食物殘渣推測，當時代人已知飼養家畜，能種植稻米等種子植物，且熟習狩獵和撈部河湖甚至海洋中的魚貝，其生活以撈貝、漁獵及農耕維生，聚居於一較小範圍而呈集居狀態，並具有嚴謹的社會組織和象徵信仰體系的農耕禮儀。另外日治時期於該遺址挖掘出五座墓葬得知，當時居民有拔牙甚至可能有被獵頭習俗，而死後採仰身直肢或曲肢的甕棺葬，甕棺內並可見精美的玉製耳玦陪葬。以通行歷史文化區分，圓山文化應屬新石器時代中晚期的人類史前文化。

## 圓山遺址出土的器物

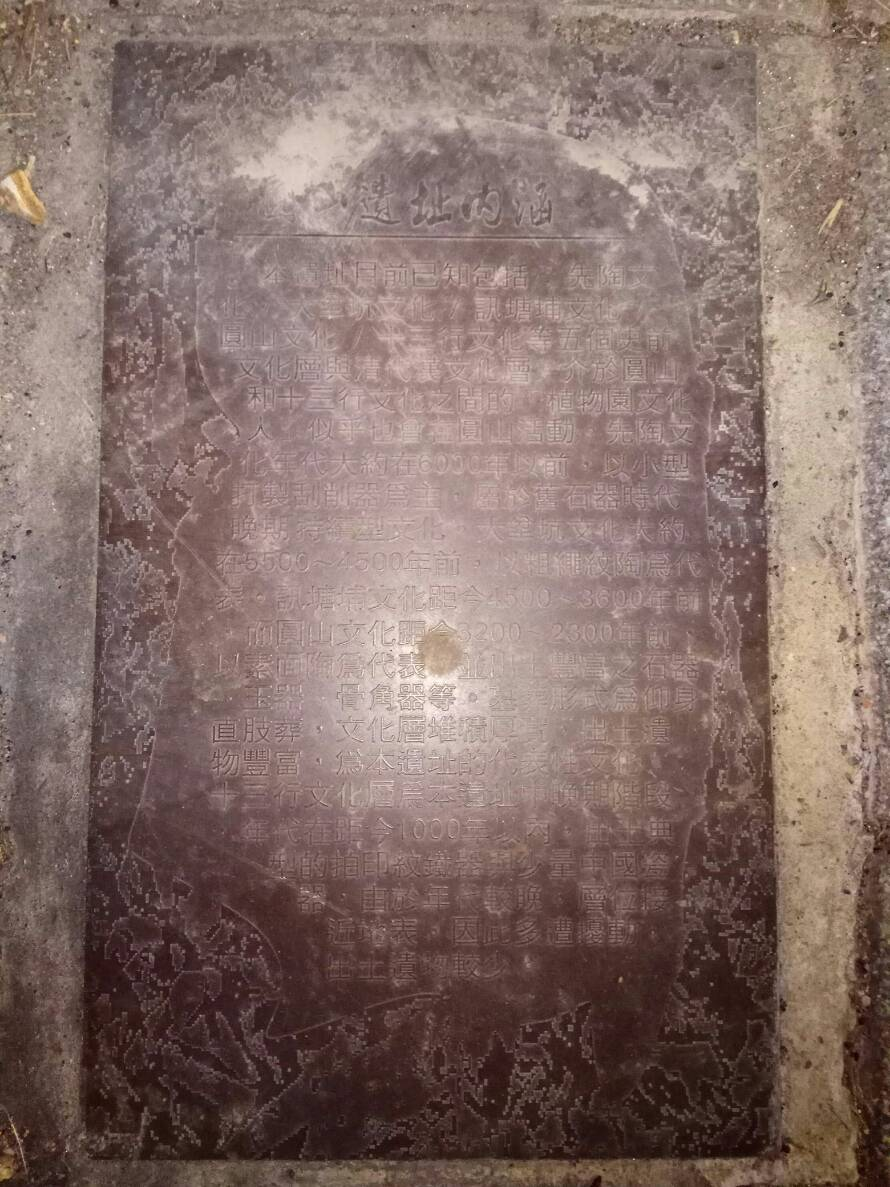
圓山遺址的內涵

圓山文化出土的器物種類十分豐富，並富有區域性色彩，依其種類可分：
- 石器：圓山文化出土的石器種類很多，且製作技術進步，以磨製、打製、琢製為主，使用質材包括安山岩、砂岩、板岩、頁岩、蛇紋岩等等。種類有斧、石鏃、石鏟、石鋤、石刀、樹皮布打棒、砥石、凹石、石鎚、石錛、石片器、網墜等。其中，有肩石斧、有段石錛、有角大鏟、平凸面大鋤、匙形大鋤最具特色，而石刀和樹皮布打棒則為全台灣所發現最早者。
- 玉器：箭頭、玦、環、珠、錛、鑿等。
- 陶器：大多為淺棕夾砂陶，以拍墊法手製，在陶土中有意混入人工打碎的安山岩粒或天然沙子，故質地多砂。火侯大約在攝氏500度至550度之間，陶器外表多抹平塗上一層紅色顏料，因此出土後陶器外表顏色以紅棕、黃棕為主，大多為素面，極少數腹片表面有紅色彩繪和網印紋，但器蓋內側、把手外側常有捺點紋，此為亦明顯特徵。器型有侈口圜底罐、雙把圈足罐、盆、瓶等，而最具代表性的器物維雙把帶有圈足的罐形器。
- 骨角器：獸骨、鹿角精製而成的錐形器、魚鉤、槍投、箭頭，以及有倒刺的魚叉，是主要的漁獵用具。

## 遺址碑文
備註：以下所述內容，均為還原其原碑、銘文之實際刻示（故部分年代史內文紀錄是相異、衝突的，且大部分碑、銘文均無其實際鑄造日期紀錄，致無法相互比對與排序處理）。
碑文－圓山遺址的意義：
「圓山遺址擁有全臺最大的史前石期貝塚，出土豐富精緻的考古遺物，並發現巨大的砥石，向為學界所重視，由於遺址豐富的內容，帶動了早期臺灣的研究的蓬勃發展，出土文物與中國東南沿海和東南亞洲地區具有密切交流，至今仍為學者研究ＸＸ南亞地區人群互動的重要依據，由於本遺址不但是臺灣考古學史上早期發現並經詳細研究的史前遺址，也是北臺灣最重要，最具特色的新石器文化，圓山文化遺址，經內政部於民國七十七年指定公告為一級古蹟，其後民國九十四年文化資產保存法修訂，民國九十五年復變更指定為國定遺址。」
碑文－圓山文化遺址：
「圓山，位於臺北市中山區，於日據時即已發現為一史前貝塚，
民國四十三年三月，本會與台灣大學協議合作，並訂定計劃作為期一月之發掘，
因而發現圓山貝塚內各層位不同之陶器、石器、骨器、角器等遺物。
經分別整理研究，依上層出土之赤褐色素面陶，有肩石斧、有段石錛等，定名圓山文化。
下層出土之繩紋陶等，定為早期之繩紋陶文化，用以建立台灣史前文化之準則，亦即以圓山文化為標準。
對今後臺灣各地發掘之遺物，祇須與圓山文化做一比對,排列，即可辨明各發掘品之層序與歸屬，並據以研究解決臺灣史前文化之各種問題。
是圓山貝塚之發掘，及圓山文化層序之建立，於臺灣人類學上之貢獻，厥功至偉矣。
臺北市文獻委員會立
中 華 民 國 七 十 四 年 六 月 . 日」
碑文－圓山遺址時空定位：
「圓山遺址位於臺北盆地東北方，基隆河南岸的小山丘上。 該地過去習稱（圓山仔）又稱（大龍峒），後稱（圓山）。該山丘基盤為砂岩，上覆淺層風化表土，最高處海拔約36公尺，地形由西向東傾斜，不甚平坦。在古臺北湖時代，圓山可能為湖中一小島或半島，圓山這座小山，遠在距今六千多年前，就有人類居住。以圓山遺址為代表的圓山文化層，根據碳十四定年法測定，以及出土器物類型學比較結果，年代距今約3,200年到2,300年之間。」
碑文－圓山遺址研究史：
「西元1897年，日本學者伊能嘉矩、宮村榮一在圓山公園採集到石器，陶器，並確認貝塚的存在。此後，圓山一直是日治時期人類學，考古學者研究的重點，並曾進行小規模發掘。日治時期通常將圓山遺址稱為圓山貝塚。戰後初期，1953至1954年，臺灣大學考古人類學系與臺北市文獻委員會合作發掘，初步確認圓山遺址具有圓山，繩紋陶兩個文化層。1964年，圓山遺址進行碳十四年代測定，測得圓山文化層年代距今4,400年前，這是臺灣考古史上第一個具有絕對年代鑑定的遺址。1990年代，考古學者數度針對遺址範圍與文化內涵，進行考古發掘與研究，獲得進一步資料，確認圓山遺址至少有五個史前文化層堆積，並以地層堆積與絕對年代測定，確認各文化層年代，修正圓山文化約始於3,200年前。」
碑文－圓山文化（步道地磚碑文－置於芝山岩時間廣場上）：
「(約3,200~2,500年前)，圓山文化除了著名的貝塚外，在芝山岩遺址分布最為龐大，還有精美的磨製石器，獸骨魚叉及精緻玉器。可推測出當時已有進步農業，嚴謹的社會組織和象徵信仰的儀禮」
碑文－圓山貝塚的由來：
「圓山遺址包括多處貝塚，其中靠西側一處是目前全臺規模最大者。從發現以來一直是遺址的最大特色，貝塚屬於圓山文化時期，出土貝類包括烏蜆、牡蠣、九孔螺、芋螺、榧螺、川捲螺、千水螺、窗貝等。其中以半淡半鹹水性貝類鳥蜆佔絕對多數。說明圓山文化時期圓山遺址附近仍存在一個淡鹹水交雜的湖泊。貝塚中同時出土陶器、石器及大量獸骨、魚骨。其中包含狗骨。這些生態遺物應是當時人類的食物殘渣，說明當時人們可能養狗作為狩獵助手，生活型態以撈貝、漁獵及農耕為生。」
碑文－圓山遺址的內涵：
「本遺址目前已知包括：先陶文化／大坌坑文化／訊塘埔文化／圓山文化／十三行文化等五個文化層與清代漢文化層。介於圓山文化與十三行文化之間的植物園文化人，似乎也會在圓山活動。先陶文化年代大約在6,000年以前，以小型打製刮削器為主，屬於舊石器時代晚期持續型文化。大坌坑文化大約在5,500至4,500年前，以粗繩紋陶為代表。訊塘埔文化大約在4,500至3,600年前。而圓山文化大約在3,200至2,300年前，以素面陶為代表，並出土豐富之石器，玉器，骨角器等，墓葬形式為仰身直肢葬，文化層堆積厚實，出土遺物豐富，為本遺址的代表性文化。十三行文化層為本遺址中晚期階段，年代距今1,000年以內，出土典型的拍印紋鐵器，與少量中國瓷器，由於年代較晚，層位接近地表，因此多遭擾動，出土遺物較少。」

## 遺址狀況
- 遺址範圍：含圓山整座山頭，盆地中之小山丘及其周遭平地（北至基隆河，西至玉門街，南至酒泉街，東至中山北路）。
- 遺址保存區面積：152,299 平方公尺。
- 遺跡描述：大貝塚、灰坑、仰身直肢無葬具墓葬、砂岩基盤上的柱洞群。

圓山文化：貝塚、墓葬、灰坑、柱洞穴。
- 遺址保存現狀：歷久以來，常遭工程單位施工嚴重破壞現址，僅存若干處貝塚及小部分遺址留存[3]。

## 和“圓山遺址”相關的學術書目舉隅
（按照作者姓氏漢語拼音順序排列）
- 黃士強，1989，臺北市圓山遺址第二地點試掘報告。考古人類學刊，no. 45：20-65。
- 連照美，1988，臺北圓山遺址現況調查研究報告。臺北文獻直字，no. 83：1-48。
- 鳥居龍藏，1911，臺灣臺北圓山貝塚。人類學雜誌27，no. 1：56。
- 石璋如，1954a，圓山貝塚之發掘概況。臺北文物  3，no. 1：8-13。
- 石璋如，1954b，圓山貝塚之發掘。考古人類學刊，no. 3：62-63。
- 石璋如，1954c，圓山貝塚之發掘與發現。大陸雜誌  9，no. 2：28-34。
- 宋文薰，1954a，圓山貝塚民族的生產方式。臺北文物3，no. 1：2-7。
- 宋文薰，1954b，本系舊藏圓山石器（一）。考古人類學刊，no. 4：28-38。
- 宋文薰，1955a，本系舊藏圓山石器（二）。考古人類學刊，no. 5：44-58。
- 宋文薰，1955b，本系舊藏圓山石器（三）。考古人類學刊，no. 6：34-45。
- 王一剛，1953，圓山貝塚和大砥石。臺北文物季刊2，no. 2：86-87。
- 原田正彥，1900，臺灣圓山貝塚石斧。東京人類學會雜誌15，no. 169：270-276。
- 張光直，1954，圓山發掘對台灣史前史研究之貢獻。大陸雜誌9，no. 2：4-9。
- 張光直，1957，圓山出土的一顆人齒。考古人類學刊，no. 9/10：146-48。
- 張光直、宋文薰，1964，圓山文化的年代。考古人類學刊，no. 23/24：1-11。
- 張光直、宋文薰，1966，圓山貝塚碳十四年代更正。考古人類學刊，no. 27：36。

## 外部連結
- 圓山遺址展示室
- 中央研究院圓山文化
- 植物園文化
- 發現史前館
- 圓山考古遺址 （页面存档备份，存于）國家文化資產網